# Naim Frashëri
Naim Frashëri (Frashëri, Elbasan-Berat, 1846 - Istanbul, 1900) fou un poeta i polític albanès. Considerat el poeta nacional d'Albània, era fill del governador del territori i fou educat en un monestir bektashi i més tard en una escola grega de Ioannina. Exercí com a funcionari otomà el 1882, però més tard fou periodista i autor de poesies èpiques i líriques, de caràcter nacionalista.

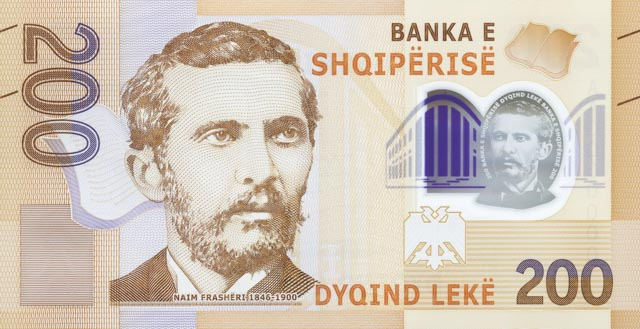
Frashëri en un bitllet de 200 leks.

## Obres
- Querbelaja (Karbala, 1898) poesia èpica
- Bagëti e bujqësija (Bucòliques i geòrgiques, 1886)
- Luletë e verësë (Flors de primavera, 1890)
- Parajsa dhe fjala fluturake (Paradís i treballs alats, 1896)
- Istori'e Skenderbeut (1898)
- Fjalët e qiririt (Les paraules a l'espelma)
- Gjuha jonë (la nostra llengua)
- Ti, Shqipëri, më jep nder! (Albània, dona'm honor)
- Tradhëtorëtë (Traïdors)
- Ujku dhe qëngji (El llop i el xai)